# Monible
Monible est une localité et une ancienne commune suisse du canton de Berne, située dans l'arrondissement administratif du Jura bernois. 

## Géographie
Le village est situé à 862 mètres d'altitude, sur une petite butte au nord est de Châtelat, village voisin.  

## Histoire
De 1797 à 1815, Monible a fait partie de la France, au sein du département du Mont-Terrible, puis, à partir de 1800, du département du Haut-Rhin, auquel le département du Mont-Terrible fut rattaché. Par décision du congrès de Vienne, le territoire de l’ancien évêché de Bâle fut attribué au canton de Berne, en 1815.
Le 16 mars 2014, les habitants de la commune acceptent à 100 % la fusion de leur commune avec les communes de Châtelat, Sornetan et Souboz. La nouvelle commune, appelée Petit-Val, est effective dès le 1er janvier 2015.

## Commerce
Le seul commerce du village est une fromagerie agricole. 